# Vessertal
Das Naturschutzgebiet Vessertal liegt im Landkreis Hildburghausen, im Ilm-Kreis und in der Stadt Suhl in Thüringen. Es erstreckt sich südlich von Vesser, einem Ortsteil der Stadt Suhl, und nördlich und nordöstlich von Breitenbach, einem Ortsteil von Schleusingen, entlang der Vesser. Unweit östlich fließt die Nahe und verläuft die Landesstraße L 3004. Nördlich des Gebietes verläuft die L 1140, westlich die L 3247 und die A 73.

## Bedeutung
Das 1643,6 ha große Gebiet mit der NSG-Nr. 109 wurde im Jahr 1939 unter Naturschutz gestellt.